# Glossogobius hoesei
Glossogobius hoesei là một loài cá thuộc họ Gobiidae. Đây là loài đặc hữu của Tây Papua thuộc Indonesia.